# Jakob Ruda
Jakob Ruda je dramsko besedilo Ivana Cankarja, ki je nastalo leta 1898,  prvič je bilo izdano leta 1900 in prvič uprizorjeno istega leta.
Besedilo je Cankar napisal v poletnem času, ko je poletje preživel pri sorodnikih v Pulju. Ohranilo se je veliko pisem Ani Lušinovi in tudi Župančiču. Najraje je pisal ponoči, ko se je vse umirilo. Z nastankom tega besedila je bila povezana Ana, bila je tudi odgovorna za razplet besedila. V pismu Župančiču pokaže nekaj lastne kritike, pove, da se muči s koncem, ki ga nekako ne more pravilno oblikovati. Literarna zgodovina meni, da je to literarno konvencionalno besedilo, da je najmanj osebno in po drugi strani najbolj vezano na Ibsenovo dramaturgijo.

## Vsebina
To dramsko besedilo se dogaja na Vrhniki. Svet trških mogotcev predstavlja Jakob Ruda, ki je bil nekoč mogočen tovarnar, vendar je obubožal, tovarna se sedaj zapira, delavci hočejo plače in tu opazimo osredotočenost na propad mogotca. Ruda je tako veseljačil, zapravljal, njegova žena pa je doma zapuščena, razočarana in osamljena. Ruda ima hči Ano in prav z njo se pokaže rešitev za vse, kar je zapravil. Če se hči poroči z bistveno starejšim Petrom, bi se lahko situacija rešila na najlažji način. Vendar pa je tu vprašanje, ali je Ruda pripravljen prodati svojo hči. Ana pri tem namreč nima besede, mu je pokorna. Ruda je negotov, čuti, da ne bo ravnal pravilno. Prav tako pa snubca Petra ne zanima samo ljubezen, temveč korist, in sicer mlada kri ter nov kapital, Jakobovo posestvo, saj se na njem skriva ruda (v ozadju so gospodarski motivi). Torej se lahko zgodi poroka iz gospodarske koristi. V zgodbo pa vstopi vrnjena oseba, Ivan Dolinar, ki čuti do Ane naklonjenost, prav tako tudi ona do njega. 
V 2. dejanju se pokaže, da Jakobu Rudi vse bolj leži na ramenih breme preteklih krivic in napak, vedno bolj je razpoznavna njegova preobrazba, vedno bolj čuti, da ravna napačno, razmišlja, kako bi se odkupil, na nek način začne blazneti, kar ga privede do prostovoljne smrti. Osebe izvejo, da je šel Ruda k skalam, zaklical ime svoje žene Marije, nato pa na skalah ni bilo ničesar več in v tolmunu je zašumelo. 
Začetek in konec je osredotočen na ženo Marijo.
To besedilo je specifično glede na Cankarjev opus (motiv etične krivde in očiščenja).
Težišče igre je na Rudovi osebnosti. Ves čas je v borbi sam s sabo, s svojo preteklostjo, s svojimi dejanji. Motivno je drama vezana na motiv zgrešenega zakona (Jakob in Marija), motiv prisilnega zakona z nekim neljubim človekom (vzrok je materialna korist), kar pa je bilo izrazito proti Cankarjevim etičnim načelom. Omenimo lahko motiv kazni za greh iz preteklosti, katere se junak želi očistiti s prostovoljno smrtjo.
Glavno vlogo v predstavi je igral Ignacij Borštnik.

## Prevodi
- Angleški jezik: Jakob Ruda, Prevajalec Michael Biggins, Izdajatelj Prešernovo gledališče Kranj, 2021